# Bahía de los Ángeles (México)
Bahía de los Ángeles es una bahía costera en la región del mar de Cortés ubicado a lo largo de la costa de la península de Baja California. La ciudad del mismo nombre se encuentra en el extremo este de la Carretera Federal 12 a 68 kilómetros del cruce de Carretera Federal 1 a Parador Punta Prieta. El área es parte del municipio de San Quintín, creado el 27 de febrero de 2020.

## Historia
El área era conocida como Adac a los pueblos cochimí, los habitantes aborígenes de la parte central de la península de Baja California. A principios del siglo XVII había aproximadamente 3000 Cochimi habitando el área.
En 1539 Francisco de Ulloa fue el primer europeo en descubrir la Bahía en lo que fue la expedición final financiada por Hernán Cortés. 
El área conocida entonces como Bahía de Lobos fue explorada nuevamente en 1746 por el misionero jesuita  Fernando Consag durante su intento de investigar la cuestión en disputa relacionada con la isla de California. Se le atribuye a Consag el darle al área su nombre actual. En 1752 se construyó un muelle de carga para explorar  Misión San Borja, y toda la península de Baja California.

## Ambiente
En el extremo norte de la bahía se encuentra Punta la Gringa y al sur se encuentra Playa Rincón. Al oeste, la Sierra de San Borja es responsable de los ocasionales vientos cálidos y secos conocidos localmente como "Westies", que pueden ir de cero a más de 50 nudos en cuestión de minutos. En el horizonte oriental se encuentra la Isla Ángel de la Guarda separada de las otras islas por el Canal de las Ballenas. Hay un archipiélago de 16 islas frente a la costa y en la bahía.
Hay un faro ubicado en Isla Cabeza de Caballo, una isla en el centro del canal hacia la ciudad. Un segundo faro se ubica en la entrada del puerto en Punta Arenas, una zona de arena que protege parcialmente el paseo marítimo de Bahía. Bahía es notable como un puerto de anclaje y seguridad. El cercano Puerto Don Juan es otro puerto seguro ideal.

### Clima
La zona tiene un clima desértico.
| Parámetros climáticos promedio de Bahía de Los Ángeles (normales 1991-2020) | Parámetros climáticos promedio de Bahía de Los Ángeles (normales 1991-2020) | Parámetros climáticos promedio de Bahía de Los Ángeles (normales 1991-2020) | Parámetros climáticos promedio de Bahía de Los Ángeles (normales 1991-2020) | Parámetros climáticos promedio de Bahía de Los Ángeles (normales 1991-2020) | Parámetros climáticos promedio de Bahía de Los Ángeles (normales 1991-2020) | Parámetros climáticos promedio de Bahía de Los Ángeles (normales 1991-2020) | Parámetros climáticos promedio de Bahía de Los Ángeles (normales 1991-2020) | Parámetros climáticos promedio de Bahía de Los Ángeles (normales 1991-2020) | Parámetros climáticos promedio de Bahía de Los Ángeles (normales 1991-2020) | Parámetros climáticos promedio de Bahía de Los Ángeles (normales 1991-2020) | Parámetros climáticos promedio de Bahía de Los Ángeles (normales 1991-2020) | Parámetros climáticos promedio de Bahía de Los Ángeles (normales 1991-2020) | Parámetros climáticos promedio de Bahía de Los Ángeles (normales 1991-2020) |
| Mes                                                                         | Ene.                                                                        | Feb.                                                                        | Mar.                                                                        | Abr.                                                                        | May.                                                                        | Jun.                                                                        | Jul.                                                                        | Ago.                                                                        | Sep.                                                                        | Oct.                                                                        | Nov.                                                                        | Dic.                                                                        | Anual                                                                       |
| --------------------------------------------------------------------------- | --------------------------------------------------------------------------- | --------------------------------------------------------------------------- | --------------------------------------------------------------------------- | --------------------------------------------------------------------------- | --------------------------------------------------------------------------- | --------------------------------------------------------------------------- | --------------------------------------------------------------------------- | --------------------------------------------------------------------------- | --------------------------------------------------------------------------- | --------------------------------------------------------------------------- | --------------------------------------------------------------------------- | --------------------------------------------------------------------------- | --------------------------------------------------------------------------- |
| Temp. máx. abs. (°C)                                                        | 31                                                                          | 32                                                                          | 35                                                                          | 39                                                                          | 42                                                                          | 44                                                                          | 49                                                                          | 44                                                                          | 44                                                                          | 40                                                                          | 39                                                                          | 33                                                                          | 49                                                                          |
| Temp. máx. media (°C)                                                       | 21.0                                                                        | 21.8                                                                        | 24.7                                                                        | 27.7                                                                        | 31.3                                                                        | 34.7                                                                        | 36.7                                                                        | 36.3                                                                        | 35.1                                                                        | 30.9                                                                        | 25.6                                                                        | 21.3                                                                        | 28.9                                                                        |
| Temp. media (°C)                                                            | 15.3                                                                        | 16.1                                                                        | 18.3                                                                        | 20.8                                                                        | 24.1                                                                        | 27.6                                                                        | 30.7                                                                        | 30.8                                                                        | 29.4                                                                        | 24.8                                                                        | 20.1                                                                        | 16.0                                                                        | 22.8                                                                        |
| Temp. mín. media (°C)                                                       | 9.5                                                                         | 10.3                                                                        | 11.8                                                                        | 14.0                                                                        | 17.0                                                                        | 20.6                                                                        | 24.7                                                                        | 25.3                                                                        | 23.7                                                                        | 18.7                                                                        | 14.6                                                                        | 10.8                                                                        | 16.8                                                                        |
| Temp. mín. abs. (°C)                                                        | 1                                                                           | 3                                                                           | 4                                                                           | 5                                                                           | 9                                                                           | 12                                                                          | 16                                                                          | 18                                                                          | 13                                                                          | 9                                                                           | 7                                                                           | 4                                                                           | 1                                                                           |
| Precipitación total (mm)                                                    | 9                                                                           | 8.8                                                                         | 4.3                                                                         | 1.2                                                                         | 0.0                                                                         | 1.4                                                                         | 1.8                                                                         | 3.7                                                                         | 12.6                                                                        | 8.2                                                                         | 6.2                                                                         | 11.9                                                                        | 69.1                                                                        |
| Días de precipitaciones (≥ 0.1 mm)                                          | 1.6                                                                         | 1.7                                                                         | 0.8                                                                         | 0.3                                                                         | 0.0                                                                         | 0.0                                                                         | 0.3                                                                         | 0.8                                                                         | 1.0                                                                         | 0.7                                                                         | 0.8                                                                         | 1.5                                                                         | 9.5                                                                         |
| Fuente: SMN                                                                 |                                                                             |                                                                             |                                                                             |                                                                             |                                                                             |                                                                             |                                                                             |                                                                             |                                                                             |                                                                             |                                                                             |                                                                             |                                                                             |

### Reserva de la Biosfera
La Comisión Nacional de Áreas Protegidas de México, el Fondo Mundial para la Conservación (GCF) y otros establecieron la Reserva de la Biosfera Bahía de los Ángeles para proteger la ecología única de la región. Cubre un área de casi 1500 millas cuadradas (387,956 hectáreas) e incluye una porción de la costa de Baja California, las 16 islas, numerosas islas e islotes más pequeños y el Canal de Salsipuedes y el Canal de las Ballenas. La reserva protege a una población marina diversa que incluye muchas especies en peligro de extinción, incluidos los tiburones ballena, las ballenas de aleta, los leones marinos de California y cinco especies de tortugas marinas.

## Economía
La sobrepesca de la región ha hecho cada vez más difícil para los residentes mantenerse a sí mismos. La economía local está pasando de la pesca comercial a la pesca deportiva guiada y otras formas de turismo. En Bahía hay quizás una docena de pangueros que se especializan en pesca deportiva. Antes de que se pavimentara la carretera hacia el área, la ciudad era conocida como un punto de tránsito de drogas en el camino hacia los Estados Unidos. En 2007, se completaron las líneas eléctricas de Guerrero Negro, lo que puso fin a la dependencia de los generadores diésel. Hay acceso a internet vía satélite. Cada otro año, la Baja 1000 pasa por la ciudad. El aeropuerto de Bahía de los Ángeles está justo al norte de la ciudad.

### Turismo
La bahía es popular por sus actividades como kayak, windsurf y turismo, además de ser un paraíso para los pescadores deportivos. Bahía es famosa por su pesca fabulosa. El pez de caza más común es Jurel, un tipo de pez deportivo que vive en la costa de California y México. Jurel de esta región puede crecer hasta 1 1/2 metros de largo y puede pesar hasta 60 kilos. Otros peces deportivos de esta región incluyen Cabrilla, Pargo, Mero, Sierra, Bonita y el Dorado ocasional. Peces no deportivos como Triggerfish, Barracuda y otros existen en abundancia. Hay colonias de leones marinos uno en Isla Calavera cerca de Isla Coronado conocida localmente como "Isla Smith", e Isla El Racito, en Ensenada El Alacrán. La bahía también es famosa por sus ballenas tiburón, con 20 a 30 visitas a la zona cada verano. A unos 30 kilómetros al oeste de la ciudad se encuentran las pinturas rupestres prehistóricas de Montevideo, parte de la región del Gran Mural considerada como uno de los sitios arqueológicos más importantes de Baja California. Conocidos oficialmente como Pinturas rupestres de la Sierra de San Francisco, algunos estiman que tienen 10,000 años de antigüedad.

### Conservación
El biólogo marino Antonio Reséndiz dirigió un centro de investigación de tortugas marinas, conocido como Campo Archelon, al norte de la ciudad. El área alrededor de Bahía de los Ángeles proporciona áreas de anidación para muchas especies de tortugas marinas. A partir de 1979, el "Centro Regional de Investigación Pesquera (CRIP)" realizó una investigación y conservación de las tortugas marinas. Antonio, quien estudió biología marina en la Universidad de Ensenada, estableció la estación de investigación primero con la ayuda del Instituto Mexicano de Pesca y luego con la ayuda del bioquímico estadounidense Dr. Grant Bartlett. Antonio hizo noticia en 1995 cuando una de sus tortugas, una tortuga boba de 213 libras llamada Adelita, fue descubierta en la costa de Japón por pescadores locales. El descubrimiento estableció la ruta de migración de loggerheads por primera vez.